# Helena Johnová

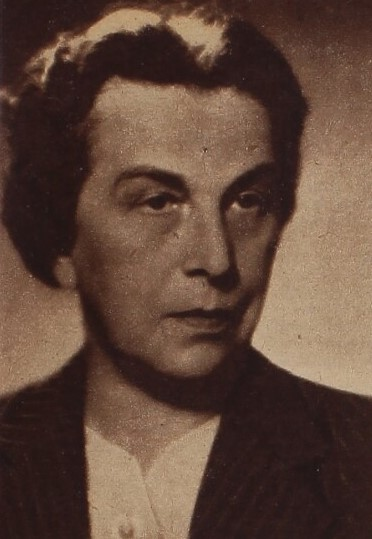
Helena Johnová

Helena Johnová (* 22. Januar 1884 in Soběslav; † 14. Februar 1962 in Prag) war eine tschechische Keramikerin und Bildhauerin der Künstlergemeinschaft Artěl und der Wiener Werkstätte sowie Hochschullehrerin an der Prager Akademie für Kunst, Architektur und Design. Sie gilt als eine der wichtigsten Wegbereiterin für die Entwicklung der modernen Keramik in der Tschechoslowakei.

## Leben und Werk
Helena Johnová wurde am 22. Januar 1884 als Tochter von Louisa (geb. Fiedlerová) und des Biologielehrers Jan John in Soběslav in der Nähe von Tábor geboren. Die Eltern unterstützten das Bestreben ihrer Tochter nach einer Ausbildung als Bildhauerin nur äußerst zögerlich. 1899 gestatten sie der Tochter sich in die Stickerei-Klasse der Kunstgewerbeschule in Prag einzuschreiben. Hier besuchte sie die Kurse von Wilhelmina Kudelková und Ida Krauthová.  Die Stickerei bereitete ihr jedoch nur wenig Freude, so dass sie 1901 an eine Damenschule für Zeichnen und Malen wechselte. Hier lernte sie in Kursen von Emilia Krostová das Zeichnen nach der Natur und erhielt Unterricht in Anatomie sowie darstellender Geometrie bei dem Medizinhistoriker Ondřej (Andreas) Schrutz. Von 1903 bis 1907 belegte sie weitere Kurse in Blumen- und Aktmalerei bei Jakub Schikaneder, Jan Beneš und Josef Schusser. Als Gasthörerin im chemischen Labor der Kunstgewerbeschule erlernte sie in den folgenden zwei Jahren erste Grundlagen für die Herstellung von Keramiken und Glasuren.
1907 lernte sie die Textildesignerin Marie Teinitzerová kennen, mit der sie sich in Prag eine Wohnung im Haus „Zum Mohren“ teilte. Beide gehörten mit den Grafikern Jaroslav Benda und Vratislav Hugo Brunner, den Architekten Pavel Janák und Otakar Vondráček, dem Maler Jan Konůpek und dem Kunstmäzen Alois Dyk zu den Gründungsmitgliedern der Künstlergemeinschaft Artěl, die 1908 auf Initiative des Kunstmäzen Václav Vilém Štech in Prag gegründet wurde.
Im Dezember 1907 begann sie ein zweimonatiges Praktikum in der Keramikwerkstatt von Carl Kristena in Wałbrzych. Anschließend ging sie für einige Monate an die Keramische Fachschule in Bechyně. Nach ihrer Rückkehr nach Prag mietete sie sich eine Töpferwerkstatt an und begann mit eigenen Keramikentwürfen. Unzufrieden mit den anfänglichen Fehlschlägen beim Brennen von Keramiken, bewarb sich Helena Johnová um eine Stelle bei einer Berliner Keramikmanufaktur, um sich weiter fortzubilden. Weil sie Ausländerin war, wurde ihr die Anstellung in Berlin versagt.
Für die Verkaufsstelle der Artěl, in der Kaprovastraße 32, fertigte sie 1908 Glasschmuck aus Gablonzer Glas und Glasvorhänge an. Im Herbst 1908 erhielt Helena Johnová ein staatliches Stipendium für ein Studium an der Kunstgewerbeschule Wien, dass sie am 4. Januar 1909 begonnen hat. In Wien belegte sie Kurse bei Alfred Roller, Friedrich Linke, Emil Adam und Josef Breitner.  Im gleichen Jahr übernahm Michael Powolny die Leitung der keramischen Abteilung der Kunstgewerbeschule. Neben seinen Kursen absolvierte Johnová auch Lehrveranstaltungen bei Adele von Stark, bei der sie die Grundlagen der Arbeit mit Emaile erlernte.
1911 bot ihr der Architekt Dušan Jurkovič die künstlerische Leitung der Keramischen Manufaktur in Modra an. Helena Johnová blieb jedoch nur kurz in Modra und gründete am 25. September 1911 in Wien gemeinsam mit Ida Schwetz-Lehmann und Rosa Neuwirth die Keramische Werkgenossenschaft mit Sitz in der Wiener Mollardgasse 85a. Während Helena Johnová für das Unternehmen vorwiegend volkstümliche Keramik entwarf, waren Ida Schwetz-Lehmann und Rosa Neuwirth stilistisch von Wiener Werkstätte bzw. von Royal Copenhagen beeinflusst.
Parallel zu den Arbeitsaufgaben in Wien übernahm sie im Jahr 1912 für ein Jahr die Abteilung Volkskunst bei der Mährischen Zentralstelle für Kunstgewerbe in Brno. In Wien führte sie gemeinsam mit anderen tschechischen Künstlerinnen einen Gesellschaftssalon. Vor dem Ersten Weltkrieg belieferte sie weiterhin die Verkaufsstellen der Artěl mit ihren Keramiken. Sie nahm regelmäßig an Ausstellungen der Vereinigung bildender Künstlerinnen Österreichs (1912–1914) und des Museums für Kunst und Industrie (1913/14) sowie 1914 an der Kölner Werkbundausstellung teil.  Kurz vor Ausbruch des Ersten Weltkrieges unternahm sie noch eine Studienreise nach Deutschland, Frankreich, Belgien und in die Niederlande.

1918 ging Helena Johnová nach Prag, wo sie seit 1919 als Professorin an der Kunstgewerbeschule lehrte. Hier begann sie 1921 mit dem Aufbau eines keramischen Ateliers. In den 1920er Jahren widmete sie sich verstärkt dem Entwurf von Blumenplastiken und experimentierte mit verschiedenen Glasuren. Seit 1927 leitete sie bis 1939 die Keramik-Kurse an der Kunstgewerbeschule. Anfang der 1930er-Jahre fertigte sie als Auftragsarbeiten auch einige Porträts im Stil der Neuen Sachlichkeit an und arbeitete am Umbau des Schlosses in Nové Město nad Metují mit: so entwarf sie eine 2,10 × 2 Meter große keramische Kaminverkleidung für den großen Arbeitsraum des Schlosses, Nischenverkleidungen und dekorative Blumenplastiken.   

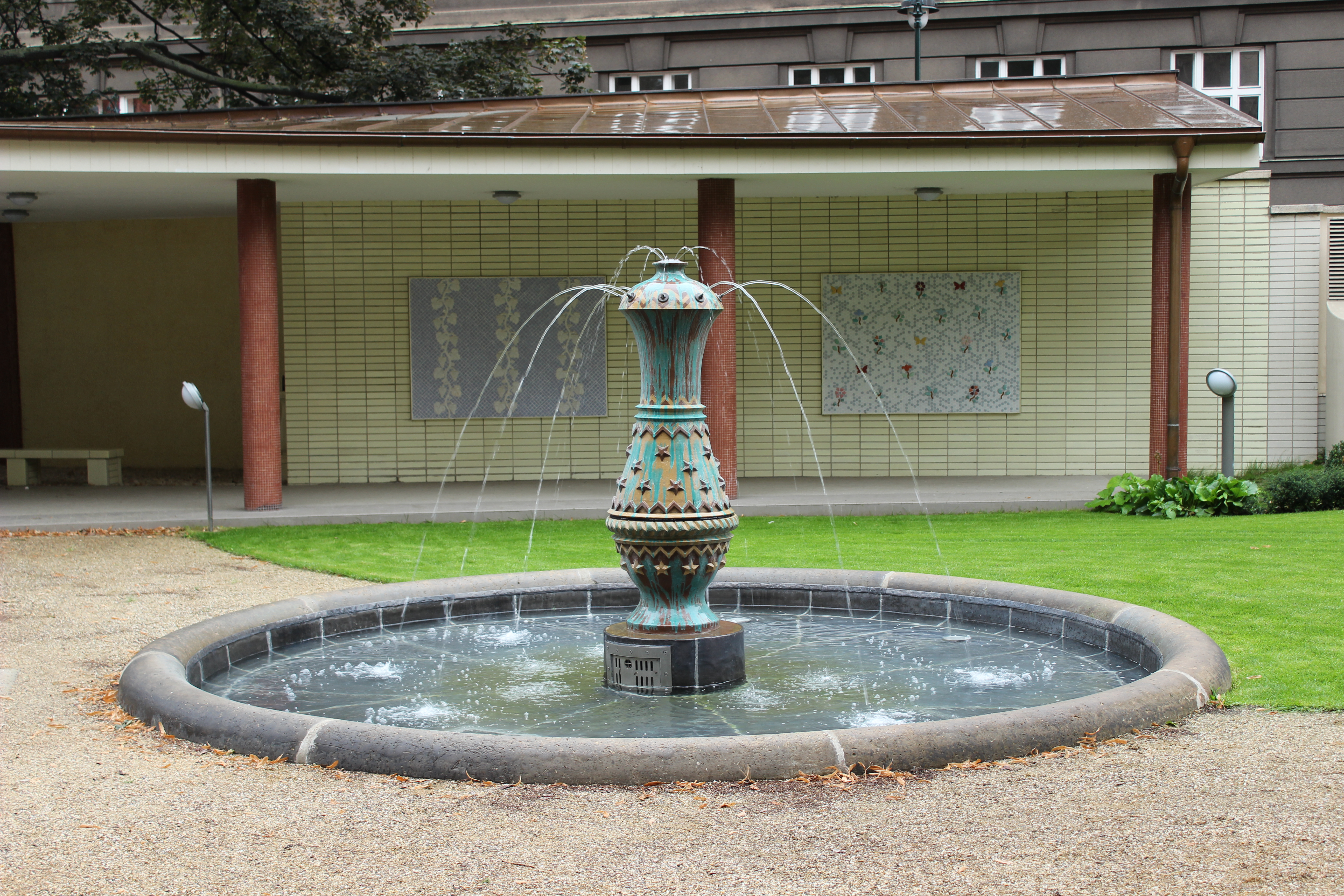
Springbrunnen im Garten des Kunstgewerbemuseums in Prag (Helena Johnová, um 1939)

1931 beendete Helena Johnová ihre Mitarbeit an der Keramischen Werkgenossenschaft in Wien. Sie unternahm in den 1930er Jahren mehrere Studienreisen nach Frankreich, Italien, Jugoslawien und Griechenland. Ab Mitte der 1930er Jahre fertigte sie mehrere große Keramikplastiken an. So entwarf sie seit 1934 eine monumentale, volkstümliche Weihnachtskrippe aus Keramik für den Prager Veitsdom, die jedoch nach dem Einmarsch der Deutschen Wehrmacht nicht mehr realisiert wurde. Ein großer von ihr angefertigter Springbrunnen aus Keramik wurde im Garten des Kunstgewerbemuseums Ende der 1930er Jahre aufgestellt.
Nach ihrer Pensionierung 1939 setzte sie die Lehrtätigkeit in einem begrenzten Umfang fort. 1944 wurde sie gezwungen, die Schule endgültig zu verlassen. Die letzten Monate des Zweiten Weltkrieges verbrachte sie auf Einladung der Familie Bartoň-Dobenín im Schloss in Nové Město nad Metují. Der Textilunternehmer Cyril Bartoň-Dobenín war ein bedeutender Kunstmäzen und erwarb eine umfangreiche Sammlung der Keramiken von Helena Johnová.
Aus der Nachkriegszeit sind noch wenige, allegorische Blumenplastiken von Helena Johnová überliefert. Sie leitete die ethnografische Sammlung des Nationalmuseums in Prag. Anlässlich ihres 75. Geburtstages wurde in Prag eine große Retrospektive ihrer stilistisch sehr vielfältigen Arbeiten gezeigt.
Helena Johnová starb am 14. Februar 1962 in Prag.

## Mitgliedschaften, Ausstellungen und Rezeption
Helena Johnová gehörte zu den Gründungsmitgliedern des  Artěl, der Keramischen Werkgenossenschaft sowie des Österreichischen und Tschechischen Werkbundes. Sie war seit 1914 außerordentliches Mitglied der Vereinigung bildender Künstlerinnen Österreichs und seit 1919 Mitglied des Prager Manés-Kunstvereins.
Die von Helena Johnová entworfene Objekte wurden seit 1910 auf zahlreichen Ausstellungen gezeigt, u. a. in Wien im Museum für angewandte Kunst (1911; 1912, 1969), in Köln auf der Werkbundausstellung (1914), in Paris auf der Exposition internationale des arts décoratifs et industriels modernes (1925), in Brno (1928, 1976, 1981), in Prag auf der Ausstellung der Künstlervereinigung Mánes (1929) und des Kunstgewerbemuseums Prag (1978, 2005) sowie in Hamburg (1968).
Ihre Werke werden heute in verschiedenen Kunst- und Designmuseen, u. a. im Kunstgewerbemuseum Prag, im Museum für angewandte Kunst Wien oder im Grassi Museum in Leipzig gezeigt.
Im November 2010 brachte die Tschechische Post eine von Michal Vitanovský gestaltete 20 CZK Sondermarke mit dem Motiv der von Helena Johnová entworfenen keramischen Kaminverkleidung aus dem Schloss in Nové Město nad Metují heraus.